# Mekar Sari (Pasir Sakti)
Mekar Sari is een bestuurslaag in het regentschap Lampung Timur van de provincie Lampung, Indonesië. Mekar Sari telt 2575 inwoners (volkstelling 2010).